# Warrior Nun (série de TV)
Warrior Nun é uma série de drama de fantasia americana criada por Simon Barry, baseada na história em quadrinhos Warrior Nun Areala de Ben Dunn.
Desenvolvido como uma adaptação para o cinema, a ideia acabou se tornando uma série de televisão para a Netflix. As filmagens são realizadas em vários locais como Andaluzia, Espanha, Antequera, onde a sede da fictícia Ordem da Espada Cruciforme está instalada.
A série é protagonizada pela atriz portuguesa Alba Baptista no papel de Ava Silva, uma órfã tetraplégica que descobre ter poderes sobrenaturais que a levam à ingressar em uma antiga ordem de freiras guerreiras. A série marca a estreia de Baptista em produções em língua inglesa. O elenco também conta com Toya Turner, Thekla Reuten, Lorena Andrea, Kristina Tonteri-Young, Sylvia De Fanti e Tristán Ulloa.
A série estreou em 2 de julho de 2020, com críticas geralmente positivas. Em agosto de 2020, a série foi renovada para uma segunda temporada, lançada em 10 de novembro de 2022. Em 13 de dezembro de 2022, foi anunciado que a série seria cancelada após duas temporadas.
Fãs organizaram vários protestos online clamando pelo salvamento da série, seja pela Netflix ou outra plataforma. A manifestação ganhou as ruas com uma ação inusitada. Um grupo alugou um outdoor bem em frente à sede da Netflix, em Los Angeles, pedindo que a gigante do streaming resgate a atração. O que surtiu efeito, pois em junho o criador da série revelou em seu Twitter que a mesma havia sido salva, porém por outra plataforma, e retornará para uma terceira temporada.

## Sinopse
Warrior Nun gira em torno da história de uma mulher de 19 anos que acorda em um necrotério com uma nova vida e um artefato divino implantado em suas costas. Ela descobre que agora faz parte da antiga Ordem da Espada Cruciforme, encarregada de lutar contra demônios na Terra, e forças poderosas que representam o céu e o inferno querem encontrá-la e controlá-la.

## Elenco e personagens

### Principal
- Alba Baptista como Ava Silva
- Isabella Tabares como Ava jovem (convidada da 1ª temporada)
- Toya Turner como Irmã Mary
- Lorena Andrea como Irmã Lilith
- Kristina Tonteri-Young como Irmã Beatrice
- Tristán Ulloa como Padre Vincent
- Thekla Reuten como Jillian Salvius
- Sylvia De Fanti como Madre Superiora
- Isabel M. Hernanz como Madre Superiora jovem
- Olivia Delcán como Irmã Camila
- William Miller como Adriel

### Recorrente
- Emilio Sakraya como JC
- May Simón Lifschitz como Chanel
- Charlotte Vega como Zori
- Dimitri Abold como Randall
- Peter de Jersey como Kristian Schaefer
- Joaquim de Almeida como Cardeal / Papa Francisco Duretti[9]
- Lope Haydn Evans como o jovem Michael Salvius
- Jack Mullarkey como o adulto Michael Salvius / Miguel
- Meena Rayann como Yasmine Amunet
- Richard Clothier como Cardeal William Foster
- Sadiqua Binum como Irmã Dora

### Convidado
- Melina Matthews como Irmã Shannon Masters
- Fred Pritchard como Diego (1ª temporada)
- Frances Tomelty como Irmã Frances (1ª temporada)
- Guiomar Alonso como Areala de Cordoue
- Alberto Ruano como Mateo (1ª temporada)
- Sinead MacInnes como Irmã Carmesim (1ª temporada)
- Oscar Foronda como Crusader Knight (1ª temporada)
- Christian Stamm como Cardeal Gunter (2ª temporada)
- Miquel Ripeu como Cardeal Rossi (2ª temporada)
- Andrea Tivadar como Reya (2ª temporada)

## Episódios

### Resumo
| Temporada | Temporada | Episódios | Episódios | Originalmente exibido  |                        |
| --------- | --------- | --------- | --------- | ---------------------- | ---------------------- |
|           | 1         | 10        | 10        | 2 de julho de 2020     | 2 de julho de 2020     |
|           | 2         | 8         | 8         | 10 de novembro de 2022 | 10 de novembro de 2022 |

### 1ª Temporada (2020)
| N.º na série | N.º na temp. | Título                | Dirigido por         | Escrito por                    | Lançamento         |
| ------------ | ------------ | --------------------- | -------------------- | ------------------------------ | ------------------ |
| 1            | 1            | "Salmos 46:5"         | Jet Wilkinson        | Simon Barry                    | 2 de julho de 2020 |
| 2            | 2            | "Provérbios 31:25"    | Jet Wilkinson        | Terri Hughes Burton            | 2 de julho de 2020 |
| 3            | 3            | "Efésios 6:11"        | Agnieszka Smoczyńska | Amy Berg                       | 2 de julho de 2020 |
| 4            | 4            | "Eclesiastes 26:9-10" | Agnieszka Smoczyńska | David Hayter                   | 2 de julho de 2020 |
| 5            | 5            | "Mateus 7:13"         | Sarah Walker         | Matt Bosack                    | 2 de julho de 2020 |
| 6            | 6            | "Isaías 30:20-21"     | Sarah Walker         | Amy Berg                       | 2 de julho de 2020 |
| 7            | 7            | "Efésios 4:22-24"     | Mathias Herndl       | Sheila Wilson & Suzanne Keilly | 2 de julho de 2020 |
| 8            | 8            | "Provérbios 14:1"     | Mathias Herndl       | David Hayter & Matt Bosack     | 2 de julho de 2020 |
| 9            | 9            | "2 Coríntios 10:4"    | Simon Barry          | Terri Hughes Burton            | 2 de julho de 2020 |
| 10           | 10           | "Apocalipse 2:10"     | Simon Barry          | Simon Barry                    | 2 de julho de 2020 |

### 2ª Temporada (2022)
| N.º na série | N.º na temp. | Título               | Dirigido por | Escrito por                  | Lançamento             |
| ------------ | ------------ | -------------------- | ------------ | ---------------------------- | ---------------------- |
| 11           | 1            | "Gálatas 6:4-5"      | Sarah Walker | Simon Barry                  | 10 de novembro de 2022 |
| 12           | 2            | "Colossenses 3:9-10" | Sarah Walker | Amy Berg & Andréa Vasilo     | 10 de novembro de 2022 |
| 13           | 3            | "Lucas 8:17"         | Kasia Adamik | Brenden Gallagher            | 10 de novembro de 2022 |
| 14           | 4            | "Coríntios 10:20-21" | Kasia Adamik | Suzanne Keilly               | 10 de novembro de 2022 |
| 15           | 5            | "Marcos 10:45"       | Denis Rovira | Sheila Wilson                | 10 de novembro de 2022 |
| 16           | 6            | "Isaías 40:31"       | Denis Rovira | David Hayter                 | 10 de novembro de 2022 |
| 17           | 7            | "Salmos 116:15"      | Simon Barry  | David Hayter & Sheila Wilson | 10 de novembro de 2022 |
| 18           | 8            | "Jeremias 29:13"     | Simon Barry  | Simon Barry                  | 10 de novembro de 2022 |

## Produção

### Desenvolvimento
Em 28 de setembro de 2018, foi anunciado que a Netflix havia dado à produção um pedido de série para uma primeira temporada composta por dez episódios. Simon Barry foi definido como showrunner da série. Barry também é creditado como produtor executivo ao lado de Stephen Hegyes, com Terri Hughes Burton atuando como co-produtor executivo da série. As produtoras envolvidas com a série são Barry's Reality Distortion Field e Fresco Film Services. A série estreou em 2 de julho de 2020. Em 19 de agosto de 2020, a Netflix renovou a série para uma segunda temporada. Em 13 de dezembro de 2022, o Deadline anunciou que a Netflix não renovará a série para uma terceira temporada.

### Escolha de Elenco
Algum tempo depois do anúncio do pedido da série, foi confirmado que Alba Baptista, Toya Turner, Tristan Ulloa, Thekla Reuten, Kristina Tonteri-Young, Lorena Andrea e Emilio Sakraya estrelariam a série. Em 1º de abril de 2019, foi anunciado que Sylvia De Fanti havia se juntado ao elenco como regular na série. Em 18 de outubro de 2021, Meena Rayann, Jack Mullarkey e Richard Clothier se juntaram ao elenco com papéis recorrentes na segunda temporada.

### Filmagens
As filmagens da primeira temporada ocorreram em locações na Andaluzia (Espanha), na cidade de Antequera (onde fica a sede da Ordem da Espada Cruciforme) Marbella, Ronda, Málaga e Sevilla, de 11 de março de 2019 a julho 5 de 2019. O El Tajo Gorge foi destaque em uma das cenas. A pré-produção da segunda temporada começou no final de maio de 2021 e as filmagens começaram no final de julho de 2021 em Madri, Espanha. A produção da segunda temporada terminou em 4 de novembro na Espanha.

## Recepção
No Rotten Tomatoes, a 1ª temporada tem um índice de aprovação de 69% com base em 35 críticas, com nota média de 6,5/10. O consenso dos críticos do site diz: "Apesar do desenvolvimento pesado de Warrior Nun, performances comprometidas e uma excelente coreografia de luta podem ser suficientes para aqueles que procuram mais conteúdo com o seu púlpito." No Rotten Tomatoes, a 2ª temporada tem um índice de aprovação de 100% com base nas avaliações de 10 críticos e aprovação de 99% pela avaliação do público com mais de 8.000 avaliações. No Metacritic, o programa tem uma pontuação média ponderada de 62 em 100, com base nas críticas de 7 críticos, indicando "críticas geralmente favoráveis".
Roxana Hadadi, do The AV Club, escreveu: "O roteiro às vezes pode se apoiar demais na exposição mitológica e religiosa... mas os atores têm uma química tão boa que seus vários pares funcionam, e as cenas de luta coreografadas de maneira inteligente são bem colocadas." Hadadi disse que "Warrior Nun é sem dúvida familiar" influenciado por nomes como Veronica Mars, Buffy the Vampire Slayer e Alex Garland's Devs, mas que quando o programa realmente caminha, ele se torna "uma experiência distinta, em vez de simplesmente um fac-símile derivado daquelas inspirações". Ela elogiou as atuações, principalmente Toya Turner como Shotgun Mary, e deu ao show uma nota B−. Nicole Drum, do ComicBook.com, deu à crítica 3 de 5 e escreveu: "Warrior Nun é uma jornada verdadeiramente selvagem que consegue fazer algumas perguntas difíceis, ao mesmo tempo em que abraça sua tolice, sua ação e o absurdo absoluto de tudo. O show pode não agradar a todos, mas é um passeio muito divertido."
Enquanto a maioria dos críticos elogiou a coreografia da série, alguns questionaram o ritmo da trama e a extensa exposição da trama. O crítico Steve Murray observa que Warrior Nun tem "potencial e problemas em igual medida"; supondo que a série esteja tentando recriar a sensação de Buffy the Vampire Slayer, mas com diálogos e criatividade menos espirituosos."
Revendo a 2ª temporada, Paul Tassi da Forbes escreveu: "A série tem ação brutal e surpreendentemente boa, um romance central significativo e comentários inesperadamente mordazes sobre religião."